# Tatyana Gracheva
Tatyana Aleksandrovna Gratcheva (em russo:  Татьяна Александровна Грачева; Ecaterimburgo, 23 de fevereiro de 1973) é uma ex-jogadora de voleibol da Rússia que competiu nos Jogos Olímpicos de 1996 e 2000.
Em 1996, ela jogou em sete confrontos e finalizou na quarta colocação com o conjunto russo no campeonato olímpico. Quatro anos depois, ela fez parte da equipe russa que conquistou a medalha de prata no torneio olímpico de 2000, no qual atuou em oito partidas.